# Protalcis concinnata
Protalcis concinnata là một loài bướm đêm trong họ Geometridae.